# マンネルヘイム元帥の乗馬像

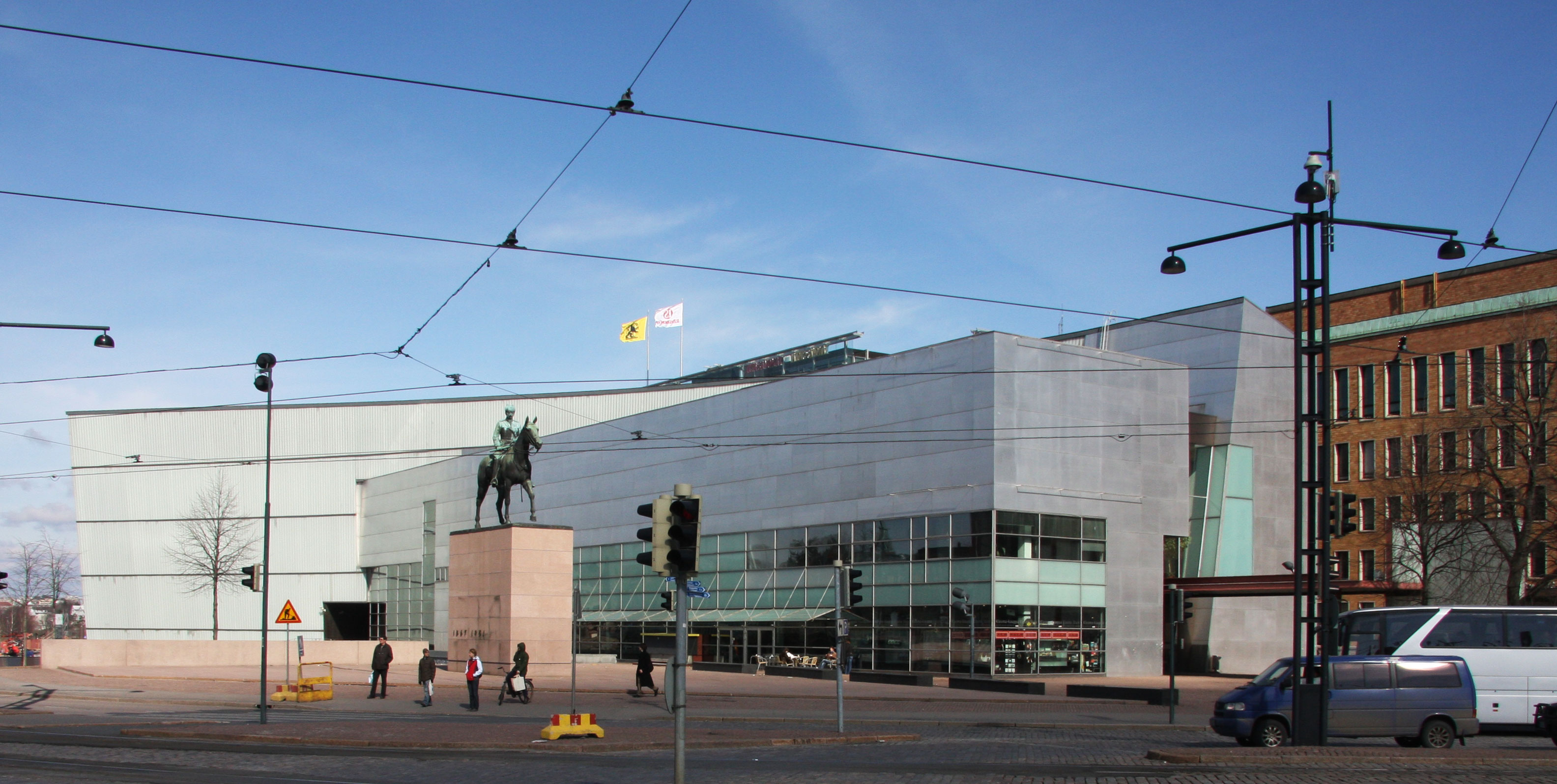
ヘルシンキ現代美術館とその前にある乗馬像、2008年撮影。

マンネルヘイム元帥の乗馬像（マンネルヘイムげんすいのじょうばぞう、フィンランド語: Marsalkka Mannerheimin ratsastajapatsas）はフィンランド元帥カール・グスタフ・エミール・マンネルヘイムの記念として1960年にアイモ・トゥキアイネンにより作られた、フィンランドの首都ヘルシンキにある銅像。
銅像の高さは5.4メートルであり、その台座は高さ6.3メートル、長さ6.3メートル、広さ2.72メートルであった。

## 作成の経緯
マンネルヘイムは1918年のフィンランド内戦期にはすでにフィンランドの象徴であり、1930年代と第二次世界大戦中にはそのイメージがさらに強まった。乗馬像作成のための募金と計画は1937年に始まっており、彼が1951年に死去した後にはヘルシンキ大学の学生自治会が計画を再開させた。その後の募金では1952年内に737,503人から計7,800万マルッカ以上が集まった。募金の多さは乗馬像の経費だけでなく、アスカイネンにあるマンネルヘイムの出生地のロウヒサーリ邸を購入できるほどであり、ロウヒサーリ邸は後に博物館になった。
銅像はコンペを経てアイモ・トゥキアイネンの設計が採用された。彼は写実的な乗馬像を作ったが、1960年に銅像が完成して公開されたときには美術界ではすでに時代遅れであると見られた。トゥキアイネンは自身の同時期の作品でもすでに写実主義から移行していた。
銅像の馬の特徴、その歩様、そしてマンネルヘイムのどの馬がモデルになっているのかはしばしば議論された。マンネルヘイムはその一生に馬を数頭所有しており、トゥキアイネンは銅像を制作しているときにマンネルヘイムの最後の馬であるカテュ（Käthy）について調べたが、実際の銅像はカテュとは似ても似つかないものだった。
1990年代、ヘルシンキ現代美術館が建設されている時期には乗馬像の近くに建てることの是非が議論された。